# Sallustio Bandini
Pour les articles homonymes, voir Bandini.
Sallustio Antonio Bandini (19 avril 1677, Sienne – même ville, 8 juin 1760) est un homme d'église italien, qui fut homme politique et économiste.
D'éducation jésuite il fréquenta  l'Accademia degli Arrischiati pour acquérir les qualités de chevalerie adaptée à la jeunesse noble de Sienne. Ensuite, en 1699, il est diplômé en philosophie et en droit à l'Université de Sienne. En 1701, devenu lecteur du droit canon, il poursuivit par une carrière ecclésiastique et, en 1723, devint archidiacre.

## Biographie
Sallustio Bandini naquit à Sienne, d’une famille noble, le 19 avril 1677. Ses parents l’avaient destiné à la profession des armes, mais l’amour de l’étude lui fit abandonner cette carrière, à laquelle il préféra les méditations sévères de la jurisprudence civile et ecclésiastique. Vers 1740, il composa sur la Maremme de Sienne une dissertation écrite avec beaucoup de profondeur et de clarté. Cette œuvre d’un bon citoyen fut une source féconde de vérités utiles qui déterminèrent l’empereur François Ier et son fils, le grand-duc Léopold, à chercher les moyens d’assainir le territoire siennois, ravagé par le mauvais air. Les vues développées par Bandini sont nouvelles et démontrent qu’avant les courageux efforts de Quesnay, qui jeta en 1755 les premiers éléments de la science économique en France, un étranger avait abordé les mêmes matières avec succès. Mais les Français ne peuvent être accusés de plagiat ; car la dissertation de Bandini, déposée dans les archives du gouvernement, ne fut imprimée qu’en 1775. C’était la première fois que de grandes et nobles découvertes s’obtenaient simultanément dans des pays divers. Bandini mourut à Sienne le 8 juin 1760.

## Œuvres
- Sallustio Antonio Bandini, Discorso sopra la Maremma di Siena, Siena, Tipografia Sordo-Muti di Lazzeri, 1877 (lire en ligne)